# Ugo Pignotti
Ugo Pignotti, född 19 november 1898 i Florens, död 7 januari 1989 i Rom, var en italiensk fäktare.
Pignotti blev olympisk guldmedaljör i florett vid sommarspelen 1928 i Amsterdam.